# Güzelyurt (Turks district)
Güzelyurt is een Turks district in de provincie Aksaray en telt 14.188 inwoners (2007). Het district heeft een oppervlakte van 322,3 km². Hoofdplaats is Güzelyurt.
De bevolkingsontwikkeling van het district is weergegeven in onderstaande tabel.
| 1997   | 2000   | 2007   |
| ------ | ------ | ------ |
| 14.908 | 16.836 | 14.188 |

## Plaatsen in het district
Het district omvat de volgende plaatsen:
- Ihlara
- Ilısu
- Selime
- Yaprakhisar
- Uzunkaya
- Sivrihisar
- Gaziemir
- Bozcayurt
- Belisırma
- Alanyurt
- Akyamaç

Ağaçören · Aksaray · Eskil · Gülağaç · Güzelyurt · Ortaköy · Sarıyahşi